# Apiothyrium arcticum
Apiothyrium arcticum är en svampart som beskrevs av Petr. 1947. Apiothyrium arcticum ingår i släktet Apiothyrium och familjen Hyponectriaceae.  Arten är reproducerande i Sverige. Inga underarter finns listade i Catalogue of Life.